# Henri Coquand
Pour les articles homonymes, voir Coquand.
Henri Coquand (né à Aix-en-Provence le 15 juillet 1811 et mort à Marseille le 14 août 1881) est un géologue et paléontologue français.

## Biographie
Il est docteur en sciences à Paris en 1841,.
Il est le fondateur du Muséum d'histoire naturelle d'Aix-en-Provence et l'inventeur des étages géologiques coniacien, santonien et campanien.
Ses études sont aussi à l'origine de la délimitation des crus de cognac, basée sur la nature des sols.
Un minerai d'antimoine lui a été dédié en 1992, la coquandite (de formule chimique : Sb6 O8 (SO4) H2O).
Une espèce fossile d'Hémiptères lui est aussi dédiée Aphrophora coquandi, par Nicolas Théobald.

## Principales publications
- Monographie du genre Ostrea : Terrain Crétacé, Paris, J. B. Baillière & fils, 1869, 215 p. (lire en ligne)
- Description des terrains primaires et ignés du département du Var, Paris, P. Bertrand, 1850 (lire en ligne)
- Description géologique de la Province de Constantine, Paris, Gide et J. Baudry, 1854 (lire en ligne)
- Description physique, géologique, paléontologique et minéralogique du département de la Charente. Tome premier, Besançon, Dodivers, 1858 (lire en ligne)
- Description physique, géologique, paléontologique et minéralogique du département de la Charente. Tome deuxième, Marseille, Barlatier-Feissat et Demonchy, 1860 (lire en ligne)
- Études supplémentaires sur la paléontologie algérienne : faisant suite à la description géologique et paléontologique de la région sud de la province de Constantine, Bône, Dagand, 1880 Texte Atlas